# Tereza Valentová
Tereza Valentová (ur. 20 lutego 2007 w Pradze) – czeska tenisistka, zwyciężczyni juniorskiego French Open w singlu oraz w deblu dziewcząt w 2024 roku 

## Kariera tenisowa
W karierze zwyciężyła w siedmiu singlowych i czterech deblowych turniejach rangi ITF. 28 lipca 2025 roku zajmowała najwyższe miejsce w rankingu singlowym WTA Tour – 92. pozycję, natomiast 1 lipca 2024 osiągnęła najwyższą pozycję w rankingu deblowym – 241. miejsce.

## Finały turniejów ITF
| turnieje z pulą nagród 100 000 $ (W100)  |
| turnieje z pulą nagród 80 000 $ (W80)    |
| turnieje z pulą nagród 60 000 $ (W75)    |
| turnieje z pulą nagród 40 000 $ (W50)    |
| turnieje z pulą nagród 25/30 000 $ (W35) |
| turnieje z pulą nagród 15 000 $ (W15)    |
| turnieje z pulą nagród 10 000 $          |

### Gra pojedyncza 10 (7–3)
| Rezultat     |    | Data       | Turniej        | ($)    | Naw.          | Przeciwniczka     | Wynik            |
| Zwyciężczyni | 1. | 18/02/2024 | Monastyr       | 15 000 | Twarda        | Ren Yufei         | 6:3, 6:2         |
| Zwyciężczyni | 2. | 25/02/2024 | Monastyr       | 15 000 | Twarda        | Audrey Albié      | 6:2, 6:1         |
| Zwyciężczyni | 3. | 17/03/2024 | Říčany         | 60 000 | Twarda (hala) | Darija Snihur     | 7:6(4), 6:2      |
| Zwyciężczyni | 4. | 14/04/2024 | Szarm el-Szejk | 25 000 | Twarda        | Linda Klimovičová | 7:5, 6:2         |
| Finalistka   | 1. | 26/05/2024 | Annenheim      | 25 000 | Ceglana       | Marie Benoît      | 5:7, 6:3, 5:7    |
| Zwyciężczyni | 5. | 30/06/2024 | Staré Splavy   | 60 000 | Ceglana       | Aneta Kučmová     | 6:3, 7:5         |
| Finalistka   | 2. | 24/11/2024 | Trnawa         | 40 000 | Twarda (hala) | Antonia Ružić     | 3:6, 2:6         |
| Zwyciężczyni | 6. | 26/01/2025 | Porto          | 60 000 | Twarda (hala) | Nastasja Schunk   | 6:3, 6:4         |
| Finalistka   | 3. | 09/03/2025 | Trnawa         | 60 000 | Twarda (hala) | Valentina Ryser   | 4:6, 6:3, 6:7(4) |
| Zwyciężczyni | 7. | 30/03/2025 | Murska Sobota  | 60 000 | Twarda (hala) | Mariam Bolkwadze  | 1:6, 6:3, 6:2    |

### Gra podwójna 5 (4–1)
| Rezultat     |    | Data       | Turniej   | ($)    | Naw.          | Partnerka           | Przeciwniczki                       | Wynik          |
| Zwyciężczyni | 1. | 22/07/2023 | Ołomuniec | 60 000 | Ceglana       | Magdaléna Smékalová | Żybek Kułambajewa Darja Semeņistaja | 6:2, 6:2       |
| Zwyciężczyni | 2. | 18/02/2024 | Monastyr  | 15 000 | Twarda        | Radka Zelníčková    | Angelica Raggi Ani Vangelova        | 6:4, 6:2       |
| Zwyciężczyni | 3. | 16/03/2024 | Říčany    | 60 000 | Twarda (hala) | Gabriela Knutson    | Fanny Stollár Lulu Sun              | 6:4, 3:6, 10–4 |
| Zwyciężczyni | 4. | 26/04/2024 | Lopota    | 40 000 | Twarda        | Viktória Hrunčáková | Nagi Hanatani Urszula Radwańska     | 6:2, 6:1       |
| Finalistka   | 1. | 25/01/2025 | Porto     | 60 000 | Twarda (hala) | Noma Noha Akugue    | Eudice Chong Nika Radišić           | 6:7(5), 1:6    |

## Finały wielkoszlemowych turniejów juniorskich

### Gra pojedyncza (2)
| Końcowy wynik | Rok  | Turniej     | Nawierzchnia | Przeciwniczka | Wynik finału |
| Finalistka    | 2023 | US Open     | Twarda       | Katherine Hui | 4:6, 4:6     |
| Zwyciężczyni  | 2024 | French Open | Ceglana      | Laura Samson  | 6:3, 7:6(0)  |

### Gra podwójna (1)
| Końcowy wynik | Rok  | Turniej     | Nawierzchnia | Partnerka         | Przeciwniczki                 | Wynik finału |
| Zwyciężczyni  | 2024 | French Open | Ceglana      | Renáta Jamrichová | Tyra Caterina Grant Iva Jovic | 6:4, 6:4     |